# Clovia moresbyensis
Clovia moresbyensis is een halfvleugelig insect uit de familie Aphrophoridae. De wetenschappelijke naam van deze soort is voor het eerst geldig gepubliceerd in 1909 door Distant.